# Rock Ya-Sin
Abdurrahman „Rock“ ibn Ramadan Ya-Sin (geboren am 23. Mai 1996 in Decatur, Georgia) ist ein US-amerikanischer American-Football-Spieler auf der Position des Cornerbacks. Er spielte College Football für das Presbyterian College sowie die Temple University und steht seit 2025 bei den Detroit Lions in der National Football League (NFL) unter Vertrag. Zuvor spielte Ya-Sin für die Indianapolis Colts, die Las Vegas Raiders, die Baltimore Ravens und die San Francisco 49ers.

## College
Ya-Sin besuchte die Southwest Dekalb High School in seiner Heimatstadt Decatur, Georgia, und spielte dort ab seinem dritten Highschooljahr Football, zudem war er als Ringer aktiv und gewann zweimal die Staatsmeisterschaften in seiner Altersklasse. Ab 2015 ging auf er auf das Presbyterian College und spielte College Football für die Presbyterian Blue Hose. Dort war Ya-Sin in den Spielzeiten 2016 und 2017 Stammspieler. Zur Saison 2018 wechselte er auf die Temple University, da das Presbyterian College in die Division II wechselte. Für die Temple Owls erzielte Ya-Sin 47 Tackles, zwei Interceptions und 14 verteidigte Pässe. Er nahm am Senior Bowl teil.

## NFL
Ya-Sin wurde im NFL Draft 2019 in der zweiten Runde an 34. Stelle von den Indianapolis Colts ausgewählt. Er war als Rookie nach überzeugenden Leistungen in der Saisonvorbereitung Stammspieler und fing eine Interception, zudem verhinderte er fünf Pässe. Infolge inkonstanter Leistungen verlor Ya-Sin im Laufe der Saison 2020 Spielzeit an T. J. Carrie. Ihm gelang eine Interception. In der Saison 2021 verzeichnete er 31 Tackles, acht verteidigte Pässe, einen erzwungenen Fumble und einen eroberten Fumble.
Am 16. März 2022 tauschten die Colts Ya-Sin gegen Defensive End Yannick Ngakoue von den Las Vegas Raiders.
Im Mai 2023 unterschrieb Ya-Sin einen Einjahresvertrag im Wert von bis zu sechs Millionen US-Dollar bei den Baltimore Ravens. In vierzehn Spielen war er einmal Starter und spielte in den Special Teams sowie bei 29 % aller Spielzüge in der Defense.
Im April 2024 nahmen die San Francisco 49ers Ya-Sin für ein Jahr unter Vertrag. Dort sah er vorwiegend in den Special Teams Einsatzzeit. Im März 2025 schloss Ya-Sin sich den Detroit Lions an.

### NFL-Statistiken
| Saison                             | Saison | Spiele | Spiele      | Tackles | Tackles | Tackles | Tackles | Interceptions | Interceptions | Interceptions | Interceptions | Interceptions | Fumbles | Fumbles | Fumbles |
| Jahr                               | Team   | Spiele | als Starter | Gesamt  | Solo    | Ast     | Sacks   | PD            | INT           | Yds           | Lng           | TD            | FF      | FR      | TD      |
| ---------------------------------- | ------ | ------ | ----------- | ------- | ------- | ------- | ------- | ------------- | ------------- | ------------- | ------------- | ------------- | ------- | ------- | ------- |
| 2019                               | IND    | 15     | 13          | 62      | 54      | 8       | 0,0     | 5             | 1             | 0             | 0             | 0             | 0       | 1       | 0       |
| 2020                               | IND    | 13     | 8           | 45      | 36      | 9       | 0,0     | 7             | 1             | 0             | 0             | 0             | 1       | 0       | 0       |
| 2021                               | IND    | 13     | 8           | 31      | 27      | 4       | 0,0     | 8             | 0             | 0             | 0             | 0             | 1       | 1       | 0       |
| 2022                               | LV     | 11     | 9           | 45      | 37      | 8       | 0,0     | 7             | 0             | 0             | 0             | 0             | 2       | 2       | 0       |
| 2023                               | BAL    | 14     | 1           | 13      | 9       | 4       | 0,0     | 2             | 0             | 0             | 0             | 0             | 0       | 0       | 0       |
| 2024                               | DET    | 13     | 0           | 3       | 3       | 0       | 0,0     | 2             | 0             | 0             | 0             | 0             | 0       | 0       | 0       |
| Gesamt                             | Gesamt | 79     | 39          | 199     | 166     | 33      | 0,0     | 31            | 2             | 0             | 0             | 0             | 2       | 2       | 0       |
| Quelle: pro-football-reference.com |        |        |             |         |         |         |         |               |               |               |               |               |         |         |         |